# Tetrafenilmetan
Tetrafenilmetanul este un compus organic, o hidrocarbură cu formula chimică (C6H5)4C. 

## Obținere și proprietăți
Tetrafenilmetanul a fost sintetizat pentru prima dată în anul 1898 de către chimistul Moses Gomberg. Sinteza clasică a lui Gomberg pornește de la bromura de trifenilmetil 1 care reacționează cu fenilhidrazina 2 formând hidrazina 3. Se face o oxidare cu acid azotos care produce un colorant azoic 4 (reacție de diazotare), care la încălzire peste punctul de topire elimină azot gazos și formează tetrafenilmetanul 5.
Gomberg a obținut un nitroderivat 6 și a redus grupele nitro la amino 7, acest compus final fiind transformat în pararozanilină 8 în urma reacției cu acid clorhidric și prin eliminare de anilină.